# Бразилия во Второй мировой войне

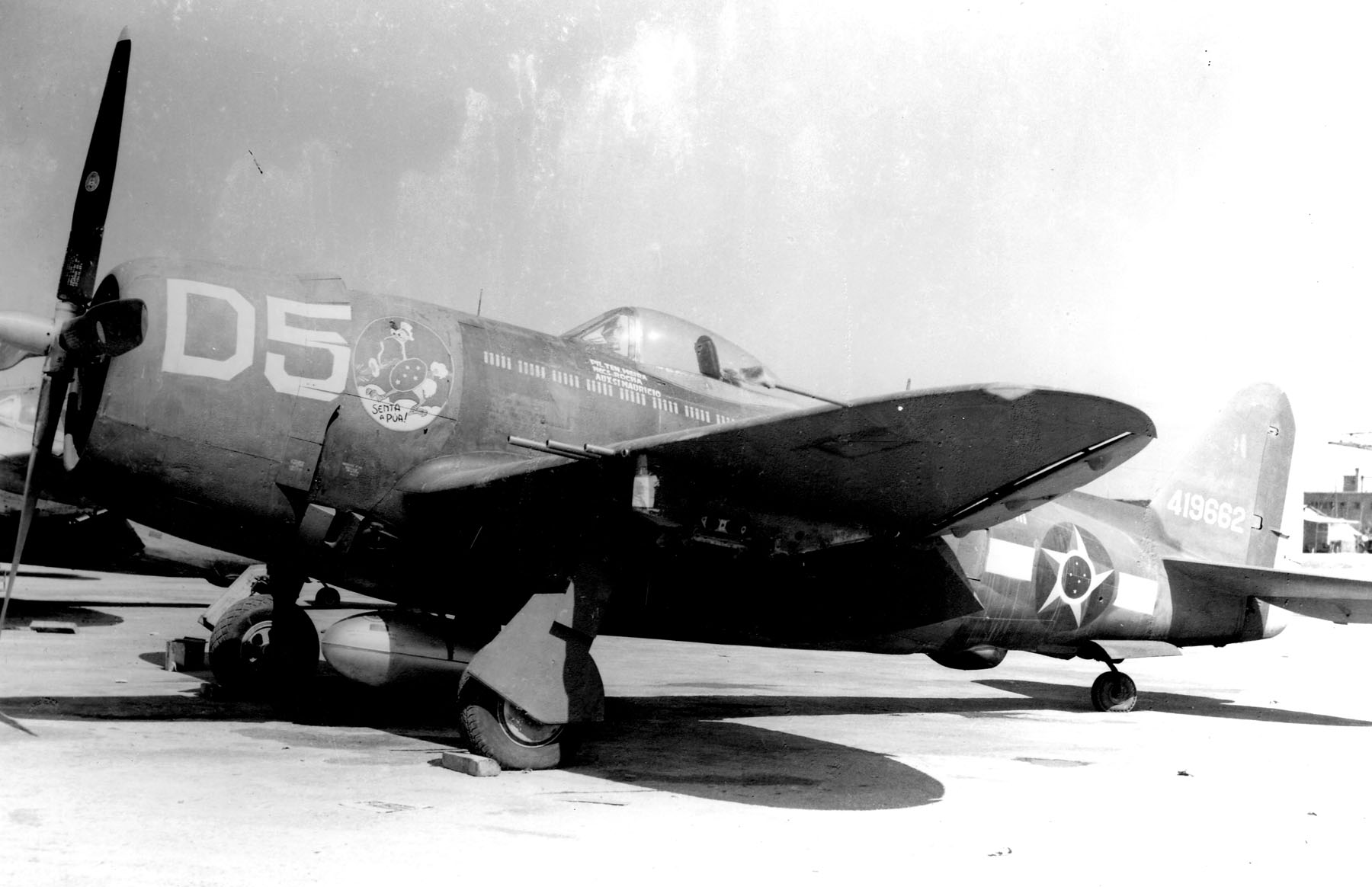
Истребитель-бомбардировщик P-47 бразильского авиаотряда в Италии.

Бразилия участвовала во Второй мировой войне на стороне Антигитлеровской коалиции с 22 августа 1942 до конца войны. Бразилия — единственная страна Южной Америки, принявшая участие в военных действиях, несмотря на то, что все государства континента рано или поздно формально объявили войну Странам Оси.

## Предыстория
Экономические связи Бразилии с США были традиционно сильны, однако в тридцатые годы сильно увеличилось сотрудничество с Германией. Бразильский кофе составлял 41 % от всего германского импорта этого продукта в 1938, хлопок — 39 %, табак — 14 %. 77 % всего бразильского натурального каучука и 40 % шерсти (в 1937 — даже 97 %) уходило в Германию. Сразу после начала войны Бразилия заявила о своем нейтралитете. Тем не менее, перед правительством Варгаса стоял трудный выбор. США ощутимо склонялись на сторону Великобритании, а эти две страны оставались главными экономическими партнерами Бразилии. С другой стороны, Германия могла выступить в роли противовеса засилью США в западном полушарии. Таким образом на сторону союзников встали олигархи, опасавшиеся за свои экономические интересы в случае конфронтации с США, а за поддержку нацистов выступили военные. Варгас некоторое время лавировал между двумя сторонами, так, в 1941 он отправил Гитлеру поздравительную телеграмму в честь дня рождения фюрера. В 1940, опасаясь, что после предполагаемого падения Британии немцы переведут военные действия в западное полушарие, США предложили разместить свои военные базы на побережье Бразилии с общим контингентом в 100 тысяч человек. Бразильские военные отнеслись к предложению отрицательно и до времени оно было заморожено. В том же году Бразилия совместно с США оккупировала Нидерландскую Гвиану. Наконец, 26 сентября 1940, правительство Варгаса заявило, что в случае агрессии Германии принимает американскую сторону. США расценили это как добрый знак и рекомендовали Великобритании сделать исключение в морской блокаде для немецкого вооружения, идущего в Бразилию.
В январе 1942 в Рио-де-Жанейро состоялось совещание министров иностранных дел американских государств. Оно рекомендовало разорвать отношения со странами нацистского блока и прекратить все торговые связи с ними. Бразилия выполнила эту рекомендацию. Был создан Межамериканский совет обороны под председательством США и со штаб-квартирой в Вашингтоне, в него входила и Бразилия. Таким образом Бразилия окончательно порвала отношения с Германией. В феврале немцы начали топить бразильские суда (первая жертва — коммерческое судно «Буарки» торпедировано у берегов США, 1 погибший), а в июле 10 немецких подводных лодок отправились в Южную Атлантику. В середине августа после торпедирования немецкими подлодками 6 бразильских гражданских судов во многих городах страны прошли антифашистские митинги и погромы собственности Германии и Италии. 22 августа 1942 Бразилия объявила войну странам Оси.

## Пассивное участие

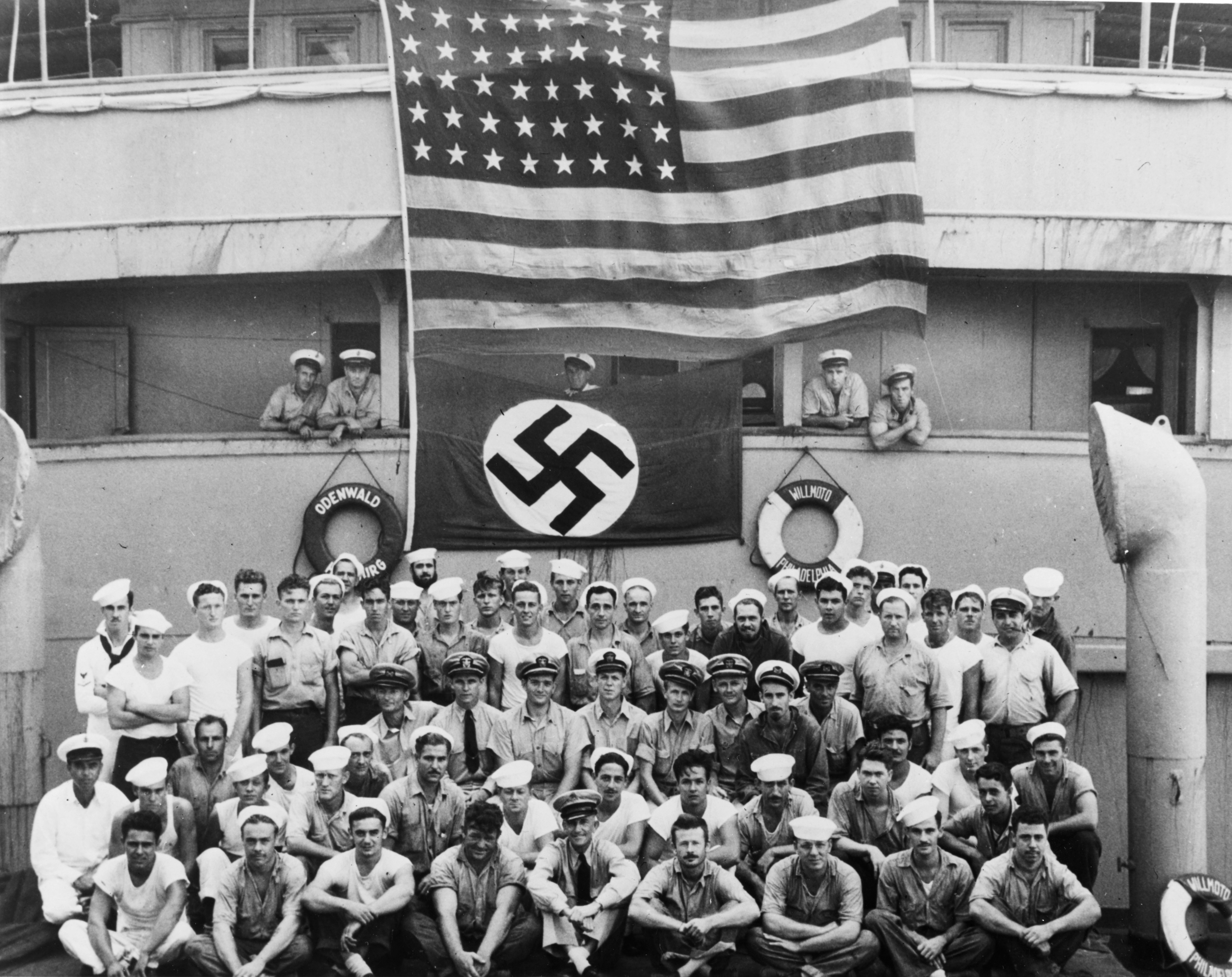
Команда крейсера «Омаха» позирует на захваченном немецком блокадопрорывателе «Оденвальд» в ноябре 1941.

В июле 1941, несмотря на противодействие некоторых высокопоставленных военных, началось строительство взлётных полос в таких пунктах как Ресифи, Белен, Натал, Форталеза, Масейо и Салвадор. Аэродромы строились дочерней компанией «Панамерикэн эйрвэйс» и обслуживались военнослужащими США. Целью их постройки было снабжение британцев и предосторожность на случай возникновения угрозы для самой Бразилии. Таким образом военные грузы западных союзников смогли двигаться по маршруту Майами — Карибские острова — «Гвианы» — Белен — Натал — остров Вознесения — Африка.
В бразильских водах действовала Группировка ВМФ США в Южной Атлантике (с марта 1943 — Четвёртый флот США) под командованием Джонаса Ингрэма, базировавшаяся в бразильском порту Ресифи. В сентябре 1942 Ингрэм получил в своё распоряжение также бразильский флот и авиацию. В 1943 в его состав входили 5 лёгких крейсеров типа «Омаха», 8 эсминцев, некоторое количество небольших кораблей и 10 эскадрилий различных самолетов, базировавшихся на аэродромах в Бразилии и на острове Вознесения. Силами четвёртого флота были потоплены немецкие подводные лодки U-848 и U-849 и другие суда.

## Экспедиционный корпус в Италии

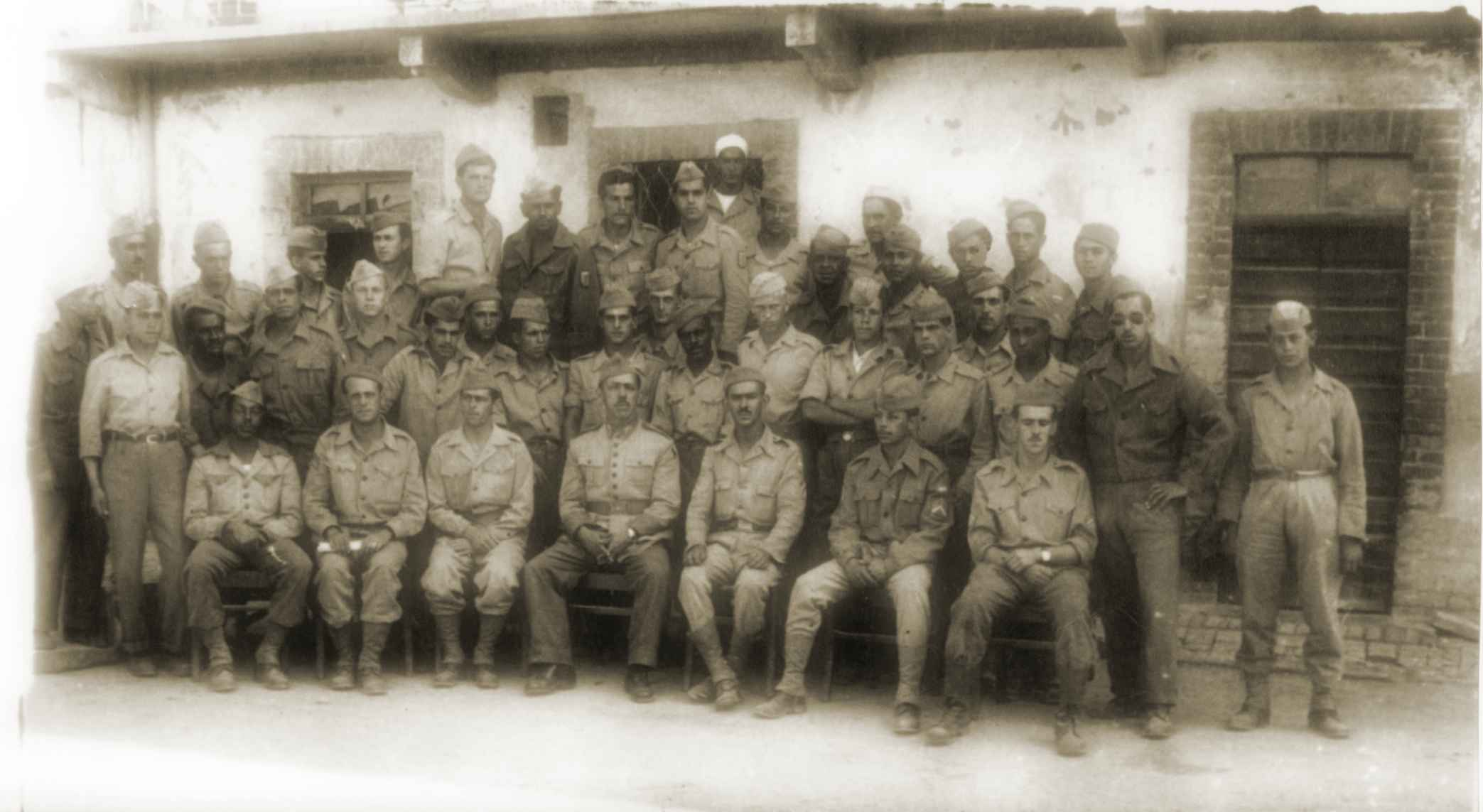
Военнослужащие бразильского экспедиционного корпуса в Италии.

28 января 1943 в Натале прошла встреча между президентом США Рузвельтом и президентом Бразилии Варгасом. Бразильская сторона предложила задействовать собственную армию в вооружённых действиях. По замыслу бразильцев, лелеявших идею передела колоний в свою пользу, такое, более деятельное, участие в войне позволит Бразилии активнее участвовать в устроении послевоенного порядка. Кроме того они рассчитывали на помощь США в проведении индустриализации. США поддержали предложение. Изначально бразильские военные предполагали формирование трёх-четырёх дивизий, однако позднее, из-за трудностей с вооружением и транспортировкой, остановились на одной.
В июле 1944 первая партия бразильцев прибыла в Неаполь. Всего в состав Бразильского экспедиционного корпуса (порт. Força Expedicionária Brasileira) входило 25 334 человека. Он состоял из одной пехотной дивизии и авиационной группировки. Бразильская дивизия воевала в составе четвёртого корпуса 5-й армии США на итальянском фронте с сентября 1944 до капитуляции немецких войск в Италии в апреле 1945.

## Последствия

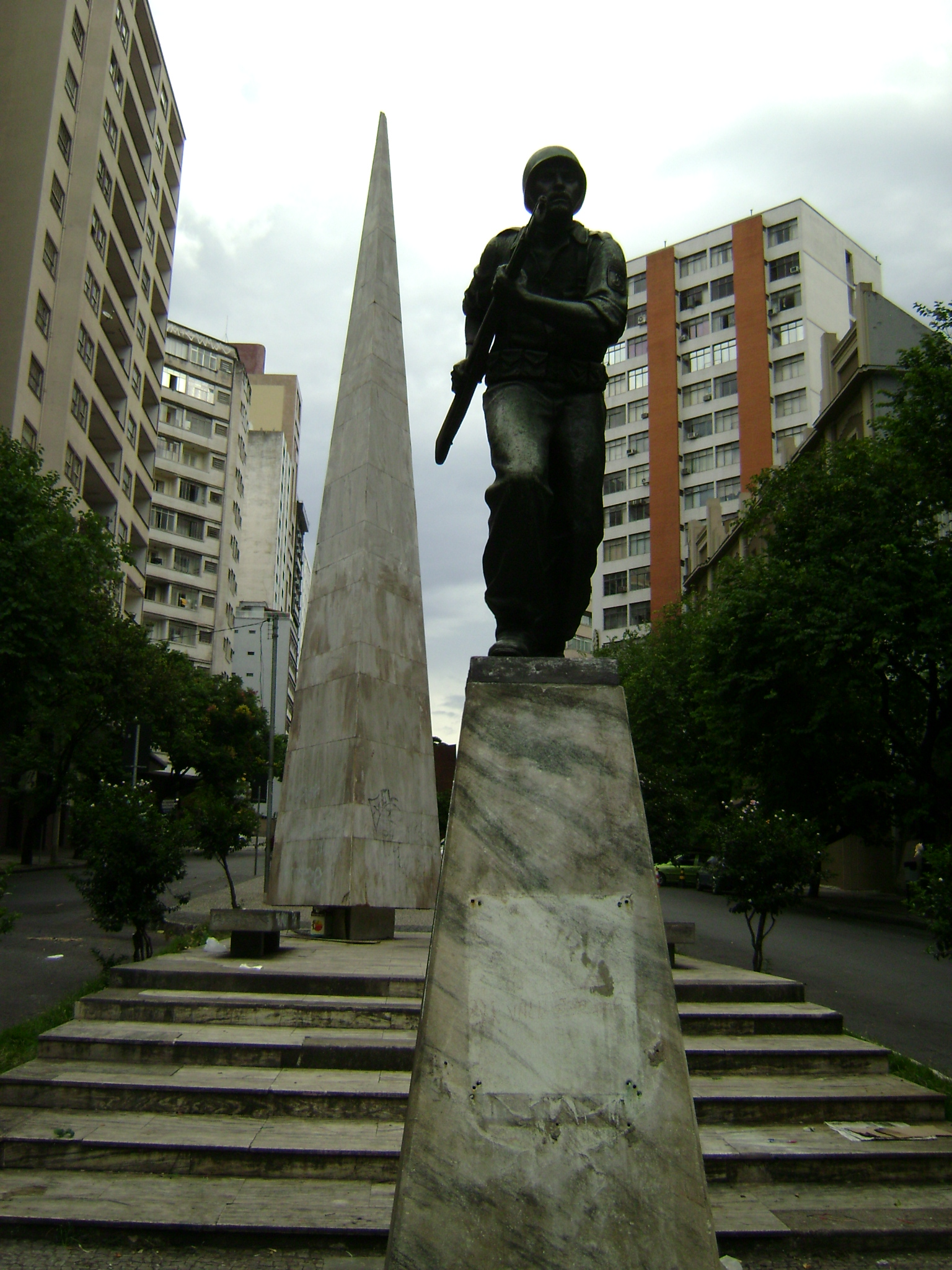
Памятник бразильцам-участникам Второй мировой войны в Белу-Оризонти.

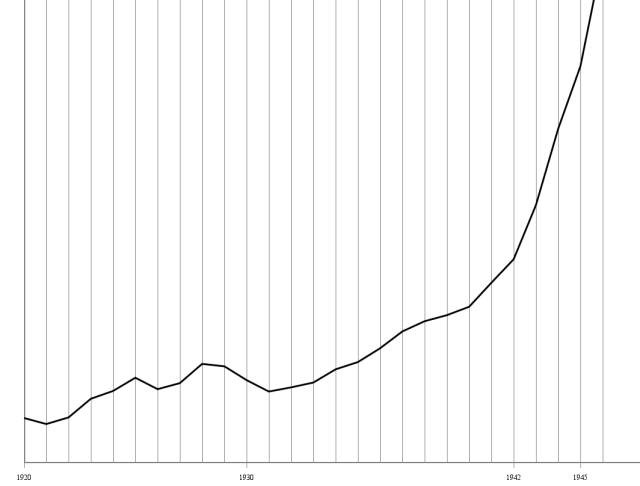
Рост ВВП Бразилии в 1920—1946 годах.

Потери Бразилии в войне составили 1889 солдат и моряков (из них 948 — убитыми), 3 военных корабля, 22 истребителя и 25 коммерческих судов. Бразильские вооруженные силы получили опыт и существенную помощь вооружением от США — Бразилия приняла 70 % от всех поставок по ленд-лизу для Латинской Америки.
Во время войны произошёл рост импортозамещающей промышленности, это связано с государственной политикой страны, а также с сокращением импорта промышленных товаров. В 1942 с помощью США был построен металлургический завод в Волта-Редонде. Из-за морской блокады Германии, означавшую закрытие для Бразилии важного для неё европейского рынка сбыта, общий бразильский экспорт несколько уменьшился, однако сильно увеличился неевропейский экспорт. Так, продукция текстильных предприятий нашла себе потребителей в Аргентине и ЮАС. США нуждались в сырье из Бразилии: железной руде, натуральном каучуке, хроме, марганце, никеле, бокситах, вольфраме, технических алмазах и монацитовых песках. Всё это привело к тому, что за время войны ВВП Бразилии увеличился в несколько раз.
Война не принесла полного удовлетворения бразильским элитам, так как не оправдались надежды на передел колоний европейских государств; в частности на присоединение к Бразилии Гвианы. Это сказалось на послевоенной политике страны — Бразилия не послала на Корейскую войну ни одного солдата. Тем не менее она плотно оказалась в сфере влияния США. Если до войны бо́льшую часть иностранных инвестиций в стране составлял капитал Великобритании, то после неё — США.
Участие в войне роковым образом сказалось на политике Варгаса. Существенно возросли антидиктаторские настроения. Президент был вынужден пойти на либерализацию политической системы. 22 февраля 1945 была отменена цензура в печати, 28 февраля было объявлено о поправках к конституции 1937 года, предусматривающих всеобщие президентские и парламентские выборы. Были выпущены из тюрем 148 политических заключенных, в том числе предводитель Ноябрьского восстания 1935 года коммунист Луис Карлос Престес. Либерализация курса не спасла режим Варгаса — 29 октября 1945 он был свергнут военными.
Маршал Умберту Кастелу Бранку, пришедший к власти с помощью армии в 1964 году и несколько министров времен хунты воевали в эту войну.
В Бразилии существует два музея, посвящённых участию этой страны во Второй мировой войне, ассоциация ветеранов Бразильского экспедиционного корпуса. Тела погибших из этого корпуса захоронены в специальном мавзолее в Рио-де-Жанейро.